# Ann Quin
Ann Quin (* 17. März 1936 in Brighton; † 27. August 1973 ebenda) war eine britische Schriftstellerin. Sie gilt als prägende britische Avantgarde-Autorin der 1960er Jahre, der „seltenen Sorte […] radikal experimentell, proletarisch und eine Frau“.

## Leben und Schaffen
Quin verließ mit 17 Jahren die Cardinal Newman Catholic School und schloss sich als Bühnenassistentin einer Theatergruppe an. Da es ihr nicht gelang, zur Schauspielausbildung an der Royal Academy of Dramatic Art angenommen zu werden, entschied sie sich stattdessen Lyrikerin zu werden. Um ihren Unterhalt bestreiten zu können, machte sie zunächst eine Ausbildung zur Stenotypistin. In den folgenden Jahren arbeitete sie u. a. in der Kanzlei eines Solicitors, in einem Verlag, sowie in einem Hotel in Cornwall. Zudem wechselte sie von der Lyrik zur Prosa, fand allerdings für ihre ersten fertiggestellten Romane A Slice of Moon und Oscar keinen Verlag. Nach einem Zusammenbruch und einem anschließenden Aufenthalt in Paris, arbeitete sie von 1959 bis 1962 als Sekretärin am Royal College of Art, wo sie in Kontakt zur britischen Pop-Art-Szene kam. Während dieser Zeit schrieb sie als Ghostwriter die Dissertation des neuseeländischen Pop-Art-Künstlers Barrie Bates aka Billy Apple, mit dem sie liiert war.
1964 debütierte Quin mit dem Roman Berg, einer psychologischen Farce mit Schwarzem Humor und „Noir-Atmosphäre“. Der Roman um den Haarwuchsmittel- und Perückenverkäufer Alistair Berg variiert das Ödipus-Motiv in einer „halluzinatorischen Mischung aus Krimi, Vaudeville und modernistischem Experiment“. Die Kritik erkannte in Berg stilistische Einflüsse modernistischer Autorinnen wie Virginia Woolf und Anna Kavan sowie von Nouveau-Roman-Autoren wie Nathalie Sarraute und Alain Robbe-Grillet. Der Roman wurde 1989 unter dem Titel Killing Dad or How to Love Your Mother von Michael Austin verfilmt.
1965 erhielt Quin das D. H. Lawrence Fellowship der University of New Mexico, was sie für eine Rundreise durch die USA nutzte. Weitere universitäre Stipendien sowie Förderungen des Arts Councils ermöglichten ihr ausgedehnte Reisen u. a. nach Irland, Griechenland, Mexiko und auf die Bahamas.
In ihren folgenden „brillianten and rätselgespickten“ Romanen wandte Quin sich noch stärker der experimentellen Literatur zu. Ihre „formell gewagte und sprachlich innovative“ zweite Romanveröffentlichung names Three (1966) handelt von der verhängnisvollen Dreiecksbeziehung zwischen dem kinderlosen Ehepaar Ruth und Leonard und ihrer jüngeren Untermieterin S. Der Roman besteht aus Erzählpassagen sowie aus den Tagebuch- und Tonbandaufzeichnungen von S. Auch in Passages (1969) wechseln sich erzählerische Passagen und Tagebuchsequenzen ab. Der Roman handelt von einer weiblichen Ich-Erzählerin, die sich in Begleitung ihres Liebhabers auf die Suche nach ihrem verschollenen Bruder begibt, zugleich aber auch auf der Suche nach sich selbst ist. Die Grenzen des weiblichen Ichs zum Ich ihres Liebhabers erscheinen oft fließend. Das macht den Roman „wahlweise verwirrend oder anspruchsvoll“ und zu einer „Feier des Irrationalen, die mit verstörenden Gewaltakten einhergeht“. Quins vierter und letzten Roman Tripticks (1972) handelt von einem griesgrämigen Mann, der seine erste Exfrau und ihren neuen „schoolboy gigolo“ durch die USA verfolgt, oder von ihnen verfolgt wird: „Wer wen jagte, hatte ich vergessen“. Tripticks kann als Satire auf den Machismo der Beat Generation gelesen werden, und als ein „früher feministischer Text ohne explizit weibliche Perspektive“. Quin verarbeitete darin Eindrücke ihrer eigenen Amerikareise und operierte mit den popkulturellen „trügerischen Visionen von Amerika“, der Subversion der Pop-Art und der massenmedialen Ikonografie. Der „punkige, rhythmisierte und parodistische“ Text wurde von Carol Annand im „cut-up pop art“-Comic-Stil illustriert.
Aufgrund wiederholter Schübe einer psychischen Erkrankung wurde Quin mehrfach hospitalisiert und u. a. auch mit einer Elektroschocktherapie behandelt. Während einer ihrer Krankenhausaufenthalte wurde ihre Wohnung vom Vermieter geräumt. Dabei gingen die Manuskripte von zwei unveröffentlichten Romanen verloren. Nach einem letzten Krankenhausaufenthalt begann sie mit der Arbeit am nächsten Roman. Zudem bestand sie die Aufnahmeprüfung der University of East Anglia. Im August 1973 wurde Quin dabei beobachtet, wie sie an der Brighton Palace Pier ins Meer ging. Ihr Leichnam wurde am folgenden Tag bei Shoreham-by-Sea geborgen.

## Würdigungen
- 1965 D. H. Lawrence Fellowship der University of New Mexico[A 2][23].
- 1965 Harkness Commonwealth Fellowship[24] für den vielversprechendsten Autor des Commonwealth unter 30 Jahren[23]
- 1966 und 1968: MacDowell Fellowship[25]

## Werke
- Berg. Richmond (London): Calder & Boyars, 1964; Sheffield: And Other Stories, 2019, ISBN 978-1-911508-54-0.
  - Berg. Ins Deutsche übersetzt von Elisabeth Fetscher, Frankfurt/Main: Insel Verlag, 1966; übersetzt von Conny Lösch, Wiesbaden: Matrix Media, 2020, ISBN 978-3-7374-1130-1.
  - Berg. Ins Französische von Anne-Marie Soulag, Paris: Gallimard, 1967, ISBN 978-2-07-025332-6
  - Berg. Ins Türkische von Aslı Anar, Istanbul: Everest Yayinlari, 2022, ISBN 978-605-185-864-7.
- Three Richmond: Calder & Boyars, 1966; Sheffield: And Other Stories, 2020, ISBN 978-1-911508-84-7.
  - Trio. Ins Französische von Lola Tranec, Paris: Gallimard, 1970, ISBN 978-2-07-027300-3.
  - Üç. Ins Türkische von Aslı Anar, Istanbul: Everest Yayinlari, 2022, ISBN 978-605-185-845-6.
- Passages Richmond: Calder & Boyars, 1969; Sheffield: And Other Stories, 2021, ISBN 978-1-911508-93-9.
  - Passagen. Ins Deutsche übersetzt von Elisabeth Fetscher, mit einem Vorwort von Claire-Louise Bennet, Berlin: März Verlag, 2022, ISBN 978-3-7550-0008-2.
  - Pasajlar. Ins Türkische von Selvi Danacı, Istanbul: Everest Yayinlari, 2024, ISBN 978-625-369-319-0.
- Tripticks. Illustriert von Carol Annand, Richmond (London): Calder & Boyars, 1972; Sheffield: And Other Stories, 2022, ISBN 978-1-913505-40-0.
  - Triptikler. Ins Türkische von Selvi Danacı, Istanbul: Everest Yayinlari, 2024, ISBN 978-625-369-148-6.
- The Unmapped Country: Stories and Fragments, hrsg. von Jennifer Hodgson, Sheffield: And Other Stories, 2018, ISBN 978-1-911508-14-4.

### Adaptation
- Berg wurde verfilmt als Killing Dad or How to Love Your Mother, Drehbuch und Regie: Michael Austin, 1989.